# Heterostegane boghensis
Heterostegane boghensis är en fjärilsart som beskrevs av Edward P. Wiltshire 1985. Heterostegane boghensis ingår i släktet Heterostegane och familjen mätare. Inga underarter finns listade i Catalogue of Life.